# ماه‌الماس
ماه‌الماس (به انگلیسی: The Moonstone) عنوان رمانی از ویلکی کالینز، نویسنده قرن‌نوزدهمی انگلیس است.

## انتشار در انگلستان
این رمان که به صورت پیوسته در مجله‌ای به سرپرستی چارلز دیکنز منتشر می‌شد نخستین بار سال ۱۸۶۸ در انگلستان به چاپ رسید. رمان ماه‌الماس کنار رمان زن سفیدپوش بهترین رمان‌های ویلکی کالینز به حساب می‌آیند. تی. اس. الیوت شاعر و نمایشنامه‌نویس آمریکایی در مقدمه‌ای بر رمان ماه‌الماس آن را «نخستین، بلندترین و بهترین رمان پلیسی مدرن انگلیسی» خوانده‌است.

## انتشار در ایران
رمان ماه‌الماس را انتشارات نیلوفر در سال ۱۳۹۴ با ترجمه منوچهر بدیعی به فارسی منتشر کرد.